# Jörg Teuchert
Jörg Teuchert (Lauf ad der Pegnitz, okrug Nürnberger Land, upravni okrug Mittelfranken, Bavarska, Savezna Republika Njemačka; 27. veljače 1970.), bivši njemački vozač motociklističkih utrka. 

## Uspjesi u prvenstvima
Svjetsko prvenstvo – Supersport
- prvak: 2000.
- trećeplasirani: 2001.

Međunarodno prvenstvo Njemačke (IDM) – Superbike   
- prvak: 2006., 2009.
- drugoplasirani: 2008.
- trećeplasirai: 2012.

Prvenstvo Njemačke – Supersport   
- prvak: 1997., 1998.

Yamaha Cup (Yamaha FZR-600 Cup) – Njemačka 
- drugoplasirani: 1994.

## Vanjske poveznice
- (njem.) joergteuchert.com, wayback arhiva (2008.)
- (njem.) joergteuchert.com, wayback arhiva (2013.)
- (engl.) worldsbk.com, Jörg Teuchert